# Coupe d'Afrique des nations de football des moins de 17 ans 2009
Navigation
CAN U17 2007 CAN U17 2011
La Coupe d’Afrique des nations des moins de 17 ans 2009 est un tournoi de football organisé par la Confédération africaine de football (CAF). Elle se déroule tous les deux ans et oppose les meilleurs sélections africaines des moins de 17 ans.
L'édition 2009 a eu lieu en Algérie du 22 mars au 2 avril 2009 et elle a vu la victoire de la Gambie face à l'Algérie sur le score de trois buts à un.

## Qualifications

### Tour préliminaire
Les matchs aller du Tour Préliminaire tour se sont disputés les 11, 12, 13 et 15 août 2008. Quant aux matchs retour c'est les 25 et 26 août 2008 qu'ils se sont déroulés. Les vainqueurs accèderont au 1re tour.
| Équipe 1     | Score   | Équipe 2      | Aller | Retour |
| ------------ | ------- | ------------- | ----- | ------ |
| Somalie      | forfait | Niger         | 0-3   | /      |
| Mauritanie   | 0-2     | Guinée-Bissau | 0-1   | 0-1    |
| Sierra Leone | forfait | Liberia       | /     | /      |
| Tanzanie     | forfait | RD Congo      | /     | /      |
| Lesotho      | 0-9     | Namibie       | 0-5   | 0-4    |
| La Réunion   | 7-0     | Seychelles    | 4-0   | 3-0    |
| Malawi       | 5-0     | Mozambique    | 4-0   | 1-0    |
| Rwanda       | 4-3     | Kenya         | 2-2   | 2-1    |

### Premier tour
Les matchs aller du 1er tour se sont disputés les 29 et 30 juin 2008 et le 6 et 14 septembre 2008.Les matchs retour se sont déroulés le 12, 13, 14 et 26 septembre 2008. Les vainqueurs sont qualifiés au 2e tour.
| Équipe 1       | Score            | Équipe 2      | Aller | Retour |
| -------------- | ---------------- | ------------- | ----- | ------ |
| Zimbabwe       | 2-1              | La Réunion    | 2-0   | 0-1    |
| Ghana          | 5-1              | Libye         | 3-0   | 2-1    |
| Tunisie        | 1-3              | Burkina Faso  | 0-0   | 1-3    |
| Afrique du Sud | 1-3              | Malawi        | 0-1   | 1-2    |
| Mali           | 1-2              | Niger         | 1-0   | 0-2    |
| Nigeria        | 2-3              | Bénin         | 2-0   | 0-3    |
| Cameroun       | 2-1              | Gabon         | 2-0   | 0-1    |
| Gambie         | 7-1              | Sierra Leone  | 4-1   | 3-0    |
| Soudan         | 1-6              | Rwanda        | 1-2   | 0-4    |
| Côte d'Ivoire  | forfait          | Sénégal       | /     | /      |
| Guinée         | 2-2              | Guinée-Bissau | 2-1   | 0-1    |
| Érythrée       | forfait          | RD Congo      | /     | /      |
| Zambie         | 0-0 (2-4 t.a.b.) | Namibie       | 0-0   | 0-0    |
| Angola         | 4-1              | Botswana      | 2-0   | 2-1    |

### Deuxième tour
Les matchs aller du 2e tour se sont disputés les 7, 8 et 9 novembre. Les matchs retour se sont déroulés les 21, 22 et 23 novembre. Les vainqueurs accèderont à la phase finale.
| Équipe 1      | Score            | Équipe 2 | Aller | Retour |
| ------------- | ---------------- | -------- | ----- | ------ |
| Burkina Faso  | 3-2              | Rwanda   | 2-1   | 1-1    |
| Angola        | 2-4              | Zimbabwe | 2-3   | 0-1    |
| Namibie       | 3-8              | Malawi   | 2-1   | 1-7    |
| Côte d'Ivoire | 2-2              | Niger    | 2-1   | 0-1    |
| Ghana         | 3-3              | Gambie   | 3-1   | 0-2    |
| Guinée        | 1-1 (4-3 t.a.b.) | Bénin    | 1-0   | 0-1    |
| Érythrée      | 0-5              | Cameroun | 0-2   | 0-3    |

## Participants à la phase finale
- Algérie (pays-hôte)
- Burkina Faso
- Cameroun
- Gambie
- Guinée
- Malawi
- Niger
- Zimbabwe

## Phase finale

### Groupe A
| Rang | Équipe   | Pts | J | G | N | P | Bp | Bc | Diff |
| ---- | -------- | --- | - | - | - | - | -- | -- | ---- |
| 1    | Gambie   | 9   | 3 | 3 | 0 | 0 | 5  | 0  | +5   |
| 2    | Algérie  | 6   | 3 | 2 | 0 | 1 | 2  | 2  | 0    |
| 3    | Guinée   | 1   | 3 | 0 | 1 | 2 | 0  | 2  | -2   |
| 4    | Cameroun | 1   | 3 | 0 | 1 | 2 | 0  | 3  | -3   |

### Groupe B
Classement avant la disqualification du Niger
| Rang | Équipe       | Pts | J | G | N | P | Bp | Bc | Diff |
| ---- | ------------ | --- | - | - | - | - | -- | -- | ---- |
| 1    | Burkina Faso | 9   | 3 | 3 | 0 | 0 | 8  | 0  | +8   |
| 2    | Niger        | 6   | 3 | 2 | 0 | 1 | 3  | 1  | +2   |
| 3    | Malawi       | 3   | 3 | 1 | 0 | 2 | 5  | 4  | +1   |
| 4    | Zimbabwe     | 0   | 3 | 0 | 0 | 3 | 0  | 11 | -11  |

Bien que le Niger ait fini deuxième, ses résultats furent annulés et la sélection disqualifiée car le Niger avait aligné un joueur de 22 ans. Donc le Malawi se qualifie à la place du Niger.
Classement après la disqualification du Niger
| Rang | Équipe       | Pts | J | G | N | P | Bp | Bc | Diff |
| ---- | ------------ | --- | - | - | - | - | -- | -- | ---- |
| 1    | Burkina Faso | 6   | 2 | 2 | 0 | 0 | 7  | 0  | +7   |
| 2    | Malawi       | 3   | 2 | 1 | 0 | 1 | 5  | 2  | +3   |
| 3    | Zimbabwe     | 0   | 2 | 0 | 0 | 2 | 0  | 10 | -10  |

## Demi-finales
| 1/2 finale   | Gambie | 4 - 0 | Malawi |                            |                            |
| 29 mars 2009 |        |       |        | Arbitrage : Joseph Lamptey | Arbitrage : Joseph Lamptey |

| 1/2 finale   | Burkina Faso | 0 - 1 | Algérie | Stade Omar Benrabah, Dar El Beïda, Alger |                                |
| 29 mars 2009 |              |       |         | Arbitrage : Martin De Carvalho           | Arbitrage : Martin De Carvalho |

## Match pour la troisième place
| Match pour la 3e place | Malawi | 0 - 2 | Burkina Faso |                         |                         |
| 1er avril 2009         |        |       |              | Arbitrage : Slim Jedidi | Arbitrage : Slim Jedidi |

## Finale
| Finale             | Gambie  | 3 - 1 | Algérie | Stade Omar Benrabah, Dar El Beïda, Alger |                             |
| 2 avril 2009 15h30 |         |       |         | Arbitrage : Ousmane Karembe              | Arbitrage : Ousmane Karembe |
| 2 avril 2009 15h30 | Rapport |       |         | Arbitrage : Ousmane Karembe              | Arbitrage : Ousmane Karembe |

## Résultat
| Vainqueur CAN U17 2009 Gambie 2e titre |

## Sélections qualifiées pour la coupe du monde U17
Les quatre premiers de la compétition sont qualifiés pour la coupe du monde 2009. De plus, le Nigeria est le cinquième représentant de l'Afrique puisqu'il s'agit du pays-hôte du tournoi.
- Gambie Vainqueur
- Algérie Finaliste
- Malawi Troisième
- Burkina Faso Quatrième
- Nigeria (Pays-hôte de la coupe du monde U17 2009)